# Pierre-Charles Jombert

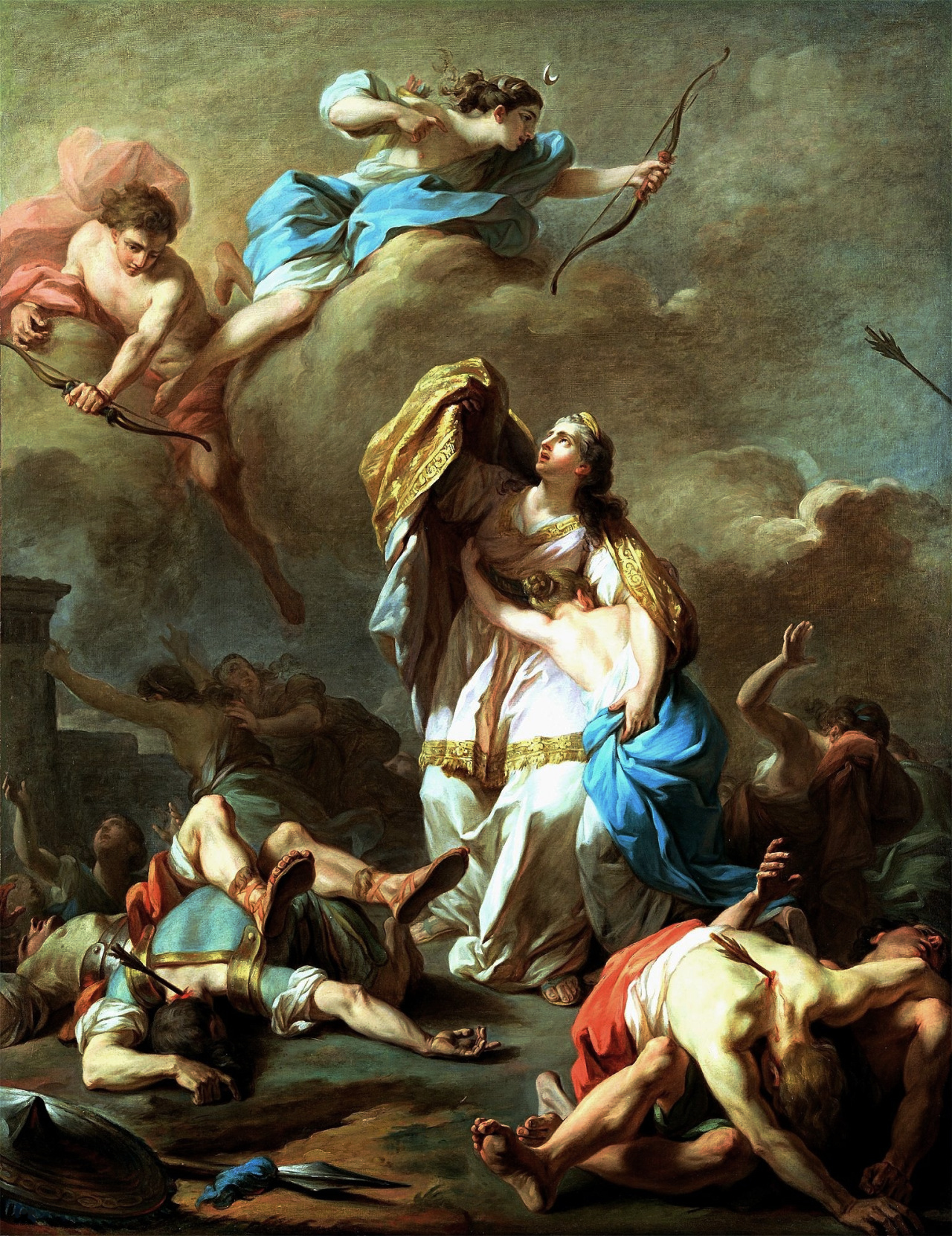
A Punição da Arrogante Níobe por Diana e Apolo, Pierre-Charles Jombert, École nationale supérieure des Beaux-Arts, 1772

Pierre-Charles Jombert (1748–1825) foi um pintor francês.
Jombert é conhecido principalmente por suas obras. Ele ganhou o primeiro prémio do Prix de Roma em 1772 por sua obra A Punição da Arrogante Níobe por Diana e Apolo. O esboço a óleo desta obra reside no Metropolitan Museum of Art, enquanto a pintura maior acabada pode ser encontrada na École nationale supérieure des Beaux-Arts.